# Jakob Minor
Jakob Minor (født 15. april 1855 i Wien, død 7. oktober 1912 sammesteds) var en østrigsk litteraturhistoriker. 
Minor studerede filologi i Berlin, blev 1880 privatdocent i tysk litteratur og sprog i Wien, 1882 akademiprofessor i Milano, 1884 professor i Prag, 1885 i Wien. Han var en af Wilhelm Scherers mest fremragende elever, en grundig kender og fortolker af klassisk og romansk litteratur, en af de teaterentusiaster, som kun Wien har fostret dem. 
Hans to store værker, Schiller-biografien og Faust-kommentaren, er desværre forblevne ufuldendte. Blandt hans øvrige værker kan nævnes Die Schicksalstragödie in ihren Hauptvertretern (1885) og Grillparzer (1903). Hans efterladte afhandling Aus dem alten und neuen Burgtheater udkom 1919.